# Быстреевка (Радомышльский район)
Быстреевка (укр. Бистріївка) — село на Украине, находится в Радомышльском районе Житомирской области.
Код КОАТУУ — 1825081202. Население по переписи 2001 года составляет 51 человек. Почтовый индекс — 12252. Телефонный код — 4132. Занимает площадь 0,377 км².

## Адрес местного совета
12252, Житомирская область, Радомышльский р-н, с. Верлок, ул. Центральная, 1